# ヨコヅナダンゴウオ
ヨコヅナダンゴウオ (学名：Cyclopterus lumpus) は、ダンゴウオ科に分類される魚類の一種。Cyclopterus 属は単型。北大西洋と隣接する北極海の地域で見られ、その分布域は北アメリカではチェサピーク湾（ニュージャージー州以南では珍しい）まで、ヨーロッパではスペイン（イギリス海峡以南では珍しい）まで広がる。地中海では2004年にクロアチア沖で、2017年にキプロス沖で記録されている。

## 分類
1758年にカール・フォン・リンネによって、「自然の体系 (第10版)」の中で北海とバルト海をタイプ産地として初めて正式に記載された。リンネは本種と同時に Cyclopterus 属を記載した際、本種のみを認めたため、本種はCyclopterus 属のタイプ種である。『Fishes of the world (fifth edition)』ではダンゴウオ科に亜科を認めていないが、研究者によっては本種を独自の亜科とする場合もある。

## 名称
属名は「cyclos (輪)」と「pteros (鰭)」の合成語で、腹鰭が吸盤状であることに由来する。種小名の lumpus はアングロサクソン語の lump に由来し、本種は1558年にコンラート・ゲスナーによって Lumpus anglorum と呼ばれた。これは背鰭が背中の分厚い皮膚に埋もれており、「hump (こぶ)」に見えることに由来する。日本ではランプフィッシュ、ランプサッカー、セッパリダンゴウオ、セダカダンゴウオなどと呼ばれる。

## 形態
性的二形があり、雌の方が大型化する。雄は体長30 - 40 cmだが、雌は体長50 cm、体重5 kgまで成長する。最大の個体は体長61 cm、体重9.6 kgであった。バルト海の汽水域では、通常20 cmを超えない。体はボールのように丸く、背中にはこぶ状の隆起があり、体側面には3つの大きな骨質突起がある。腹鰭は吸盤になっており、岩などの表面に強く付着する。雄の頭と胸鰭は雌よりも大きい。皮膚の下にゼリー状の脂肪層がある。体色は変異が大きく、青っぽい色、灰色、オリーブ色、黄色、茶色など様々。成熟した雄は繁殖期にはオレンジ色になる。

## 生態
孵化した仔魚は数ヶ月間をタイドプールで過ごすか、流れ藻の中で過ごす。成長するにつれて外洋に出て、そこで動物プランクトン、魚卵、小型甲殻類を食べて成長する。成熟すると、春に繁殖のために沿岸地域に移動する。繁殖期になると、雄は体色が赤みがかったオレンジ色になる。アイスランドでは3月から8月にかけて繁殖期の個体が捕獲されており、個体群は何ヶ月もかけて産卵することが知られている。前年に産卵した雌は、再び産卵するときに同じ場所に戻る傾向がある。さらに全く同じ時期に戻ってくることが知られている。産卵数は50,000 - 220,000個で、1 - 2週間の間隔で2度同じくらいの数を産卵する。卵の直径は2.2 - 2.5 mmで、卵巣は産卵前の雌の体重の最大3分の1を占めることがある。

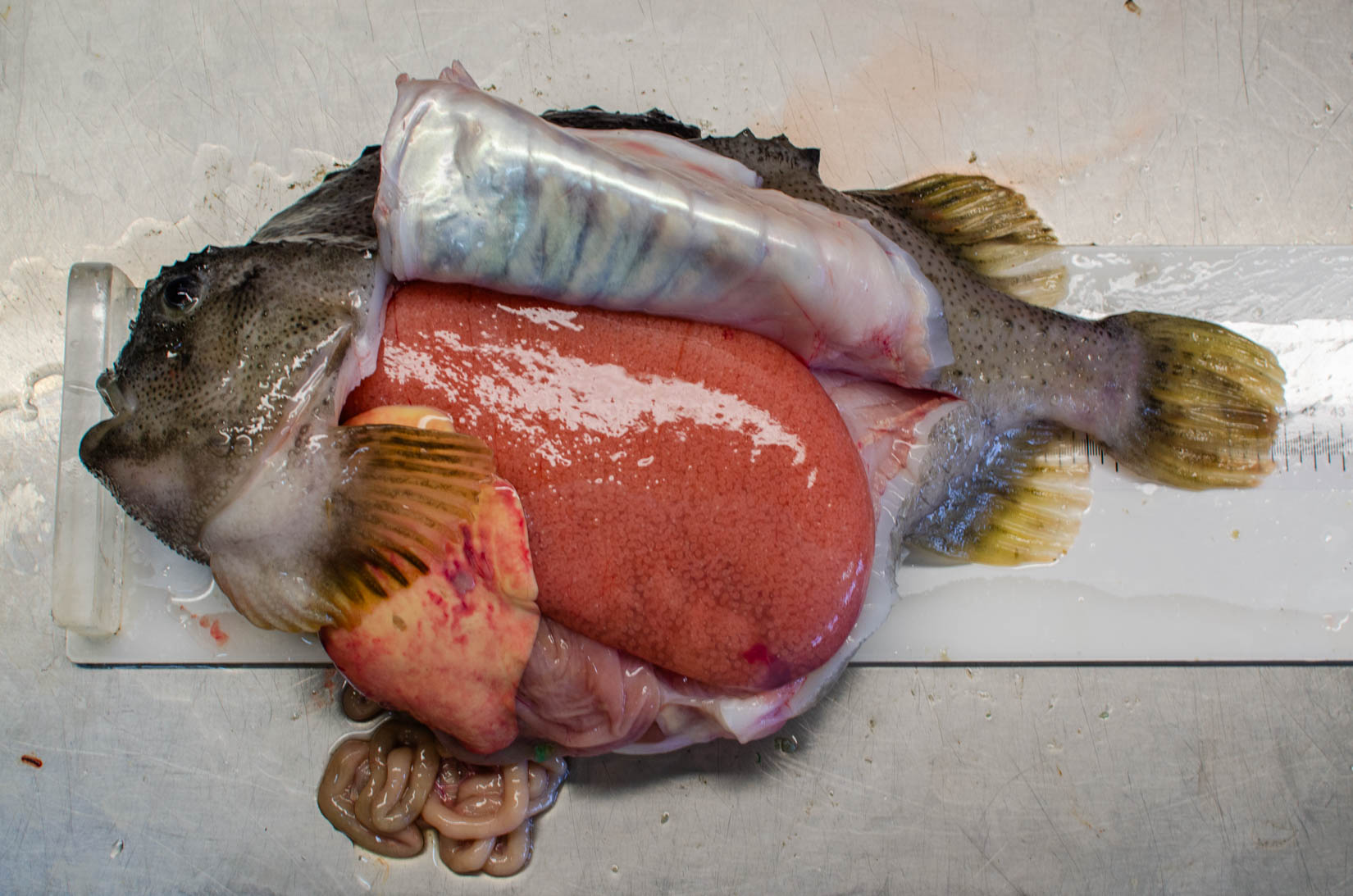
産卵が近い雌。大きなオレンジ色の卵巣が見える。

雄が巣の場所を選び、そこに雌が卵を産む。巣は通常海底の岩である。巣は潮間帯から水深10 mまでの場所にある。雄は一ヶ月間鰭で卵に海水を送り、世話をする。
腹鰭が吸盤状になっており、鰾（一般に浮袋と呼ばれる）を持たないことから、底魚と考えられていた。遠洋漁業でも、底引き網でも漁獲されるため、その生態は詳しく分かっていなかった。タグを使用した調査により、繁殖期には海底で過ごし、遠洋でもしばらく過ごすことが確認された。繁殖期に近づくにつれて、遠洋でより多くの時間を過ごすようになった。鰾がないため素早く鉛直移動を行うことができ、1日で表層から水深300 m以深まで移動することが確認された。さらに、成魚は昼夜で行動が変化し、昼間は海底で、夜間は遠洋で多くの時間を過ごすことが明らかになった。幼魚が沿岸地域を離れた後、遠洋の表層の50 - 60 mに生息する。産卵のために沿岸地域への回遊を開始して初めて、海底近くで時間を過ごし始める。
幼魚は生物発光（蛍光であり、当たられた光より低エネルギー波長の光を放つ）を示す。人間には緑色に見え、波長は545 nm と613 nmでピークに達する。光は骨質突起で強い。発光の目的や、成魚の発光の有無は不明である。

## 漁業

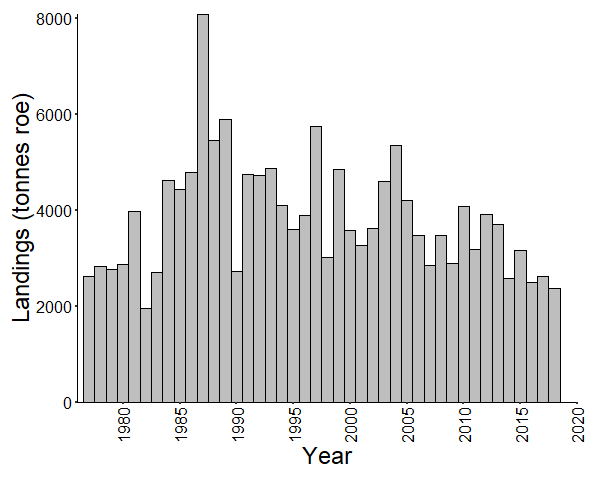
世界における卵の漁獲量

卵を目的として漁獲されており、1977年から2018年までの卵の水揚げ量は約2,000 - 8,000トンであった。近年はアイスランドとグリーンランドが世界の漁獲量の95%以上を占めている。歴史的にはノルウェーとカナダも多くの漁獲を行ったが、卵の価格下落とカナダの人口減少により、漁獲量は減少した。デンマークとスウェーデンも貢献しているが、その量は他国と比較して低い。卵を採取するために、主に雌成魚が漁獲される。大きな刺し網を備えた小型漁船を使用して、産卵に来る海岸近くで漁獲する。雄は体が小さいため、大きな網に引っかかる個体はほとんどいない。伝統的に、卵は海で取り除かれ、死骸は処分される。アイスランドでは現在、死骸の陸揚げが義務付けられている。それらは冷凍され、主に中国に輸出されている。
アイスランドでは、主に地元の市場のために雄の魚を捕まえる伝統もある。雄は雌より小さいため、より目の細かい刺し網を用いる。雄は1月から2月に狙われ、3月から8月に狙われる雌よりも早い。

## 個体数

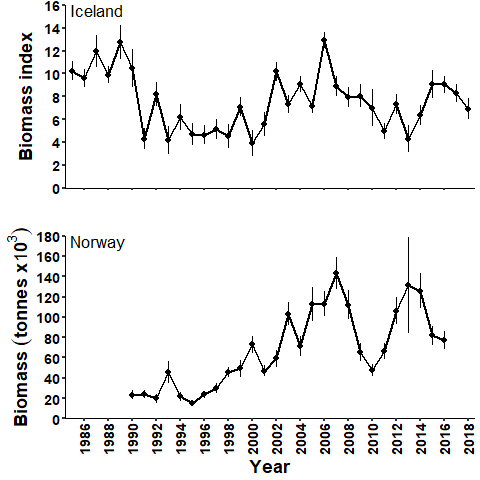
1985年から2018年までのアイスランドとノルウェーにおけるヨコヅナダンゴウオの個体数

アイスランドとノルウェー両国の個体数は、科学的調査のデータを使用して監視されており、現在長期平均を上回っており、個体数は健全であると考えられている。グリーンランドでは調査データは入手できず、漁獲量に関するデータは監視されている。調査期間はそれほど長くないが、個体数は安定している。カナダの個体数は激減しているようで、絶滅の危機に瀕するカナダの野生生物の現状に関する委員会（COSEWIC）により絶滅危惧種に指定された。北海やバルト海では個体数を確実に評価するためのデータが不足しているため、生息状況は不明である。グリーンランドとノルウェーの漁業は、それぞれ2015年と2017年に海洋管理協議会によって認証され、これらの認証は5年間有効である。アイスランドの漁業は2014年に認証されたが、混獲をめぐる問題により2018年に停止され、2020年に認証を回復した。

## 利用

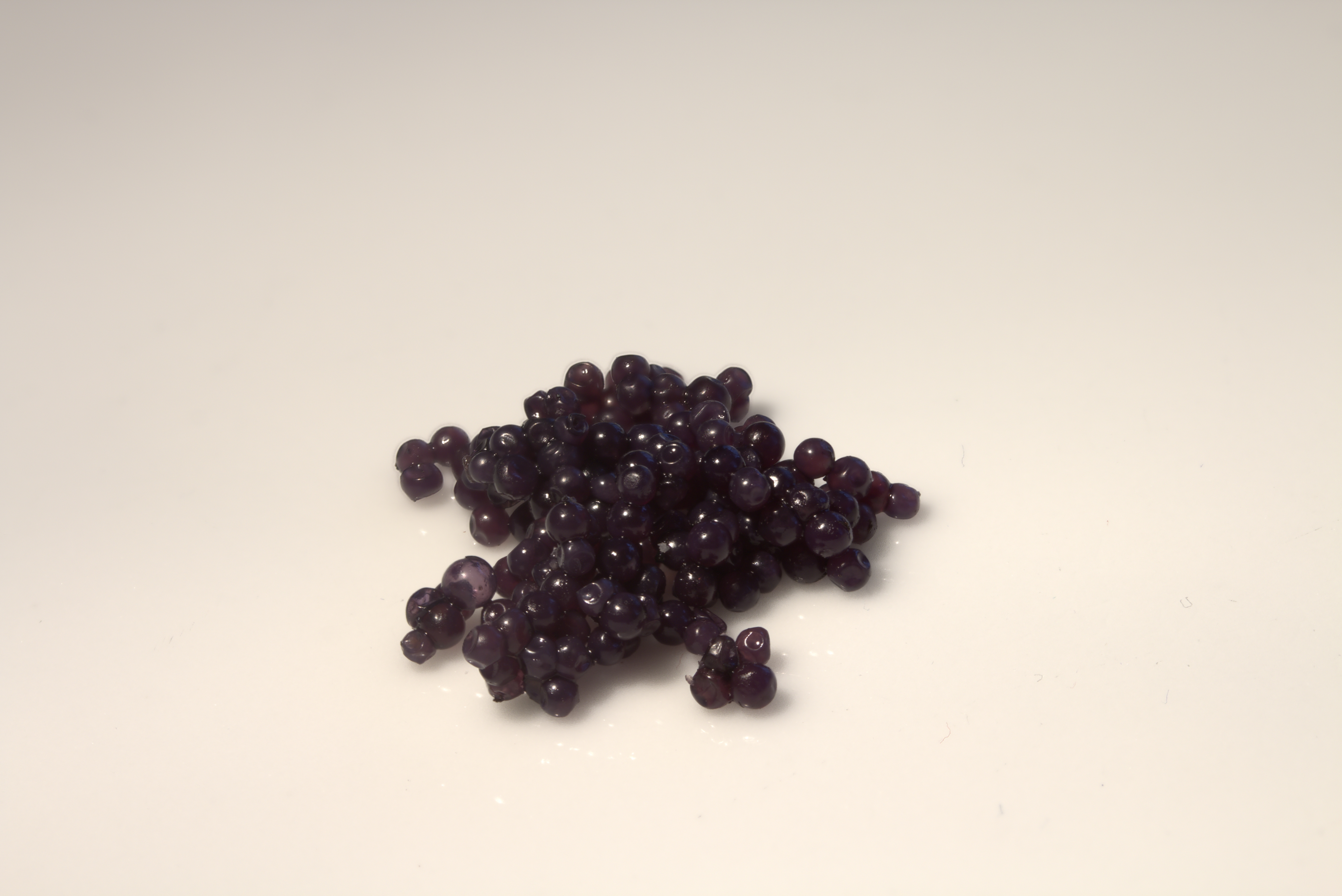
ランプフィッシュキャビア

卵はω-3脂肪酸が豊富であり、比較的安価なキャビアの代用品として利用される。魚から卵を取り出し、結合組織を除去する。卵は大きな樽に保管され、そこで塩漬けにされる。卵は赤または黒に染められ、安息香酸ナトリウムなどの防カビ剤が詰められる。スカンディナビア半島では魚肉が食用とされる。アイスランドでは、雄は塩漬けにして燻製にするか、単に茹でて食べることが多い。産卵期の雌は内臓と頭を取り除き、ナイフで深く切れ込みを入れ、身が黄色くなるまで涼しい場所に吊るす。食べる前に茹でられ、sigin grásleppa という料理になる。
スコットランド、アイスランド、ノルウェーのサケ養殖場の寄生虫サケジラミなどを駆除するため、掃除魚として導入されている。